# Georg Scultetus
Georg Scultetus (eigentlich Georg Schulz; auch Georg Skultetus von Lydda; * um 1560 in Schönbrunn bei Sagan, Königreich Böhmen; † 17. September 1613) war von 1603 bis 1613 Titularbischof von Lydda (Lyddensis) und Weihbischof in Breslau.

## Leben
Seine Eltern waren Michael Schulz und Hedwig, Tochter des Glogauer Stiftssyndikus Gregor Habicht. Zwei Brüder seiner Mutter waren am Breslauer Dom bepfründet.
Georg Schulz, der seinen Familiennamen in „Scultetus“ latinisierte, studierte an der Olmützer Jesuiten-Hochschule. 1577 erteilte ihm der Breslauer Weihbischof Adam Weisskopf die Niederen Weihen. Im gleichen Jahr wurde er Domherr in Breslau und ab 1581 Stiftskanoniker in Glogau. Von 1580 bis 1586 studierte er Philosophie und Theologie in Rom, wo er Alumne des Collegium Germanicum war. Auf der Heimreise promovierte er am 21. April 1586 an der Universität Perugia zum Doktor der Theologie. Anschließend lehrte er am Neisser Priesterseminar. 1594 erhielt er ein Pfarrbenefizium in Kapsdorf bei Trebnitz. Zwei Jahre später wurde er zum Abt des Breslauer Prämonstratenserklosters St. Vinzenz gewählt. Die kaiserliche Bestätigung erhielt er 1597 und am 12. April 1598 erfolgte die Benediktion. Erst danach verzichtete er auf seine Pfründen.
Am 3. März 1603 wurde er zum Titularbischof von Lydda ernannt und zum Weihbischof in Breslau bestellt. Die Bischofsweihe erteilte ihm am 6. Januar 1604 Bischof Johann VI. von Sitsch in der Neisser St.-Jakob-Kirche. Zahlreiche seiner Pontifikalhandlungen sind überliefert. 1606 wurde er zum Kaiserlichen Rat ernannt. Im Auftrag des Kaisers übernahm er 1611 eine Gesandtschaft zum polnischen König Sigismund III. Wasa.